# Schloss Fronberg
Das Schloss Fronberg ist eine kunsthistorisch bedeutende Anlage im Stadtteil Fronberg der Großen Kreisstadt Schwandorf (Oberpfalz) in Bayern. Die Anlage wird als Bodendenkmal unter der Aktennummer D-3-6638-0138 im Bayernatlas als „archäologische Befunde im Bereich des frühneuzeitlichen Schlosses und der mittelalterlichen Burg von Fronberg“ geführt. Ebenso ist sie unter der Aktennummer D-3-76-161-42 als denkmalgeschütztes Baudenkmal von Fronberg verzeichnet.

## Geschichte
Urkundlich belegt ist die Anlage für das Jahr 1305. Damals wurden die Burgherren mit der Vogtei Mappenberg für den Wiederaufbau des durch Brand vernichteten Vorgängerbaus belehnt. Im Landshuter Erbfolgekrieg wurde die Anlage ebenfalls durch einen Brand stark in Mitleidenschaft gezogen, 1594 fast das halbe Dorf durch Feuer zerstört.
Hanns Krafft von Festenberg, Sohn des Kaspar von Vestenberg und der Elisabeth von Mistelbach. Er wurde betraut mit dem Amt des pfalzgräflicher Landrichters und Pfleger zu Burglengenfeld und nach dem Staatskonkurs des Herzogtums Pfalz-Neuburg am 3. Februar 1544 als Vorsitzender der Landschaft vom 20. August 1544 bis 15. August 1552 der höchste Vertreter des Staates. Er ehelichte die Tochter des Wilhelm von Thannberg, Margaretha. Hanns Kraft verstarb am † 19. August 1564 und wurde in der Pfarrkirche St. Jakob zu Schwandorf bestattet.
Caroline von Holnstein, die 1815 auf Schloss Fronberg geboren wurde, wohnte dort mit ihrem Liebhaber und späteren Ehemann Wilhelm Freiherr von Künsberg. Über ihre Tochter kam es an die heutigen Besitzer, die aus dem Rheinland stammenden Freiherren von Breidbach-Bürresheim.

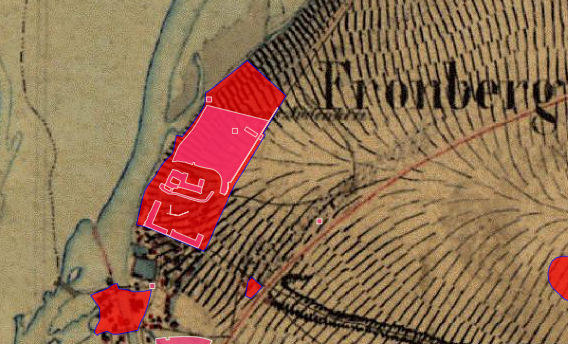
Lageplan von Schloss und Hammer Fronberg auf dem Urkataster von Bayern

## Hammer zu Fronberg
Eine Eisenhütte zu Fronberg, gelegen an der Naab und südwestlich des Schlosses, wird bereits 1326 urkundlich erwähnt. Seit dem 15. Jahrhundert waren hier zwei Hämmer vorhanden, ein erzverarbeitender Schienhammer und ein Blechhammer. Schloss und Hammer waren meist in einer Hand. Als Hammermeister werden u. a. erwähnt: Merkel Hammerschmied (1423), Jacob Sauerzapf aus Sulzbach (1442), Heinrich Sauerzapf (1477), Siegmund Castner (1521), Baltasar Doles (1527), Hans Doles (1527), Gabriel Weinmayer (1562), Hans Crafft von Vestenberg (1563), Landrichter und Pfleger zu Lengenfeld, Christoph Koler (1581), Hans Wilhelm von und zu Guttenberg, Hans Wilhelm von Güßenberg (1610). Im 19. Jahrhundert betrieb die Familie Aigner die Hütte. Die Anlage wird als Bodendenkmal unter der Aktennummer D-3-6638-0139 im Bayernatlas als „untertägige Befunde eines spätmittelalterlichen/frühneuzeitlichen Eisenhammers in Fronberg“ geführt.

## Besitzer

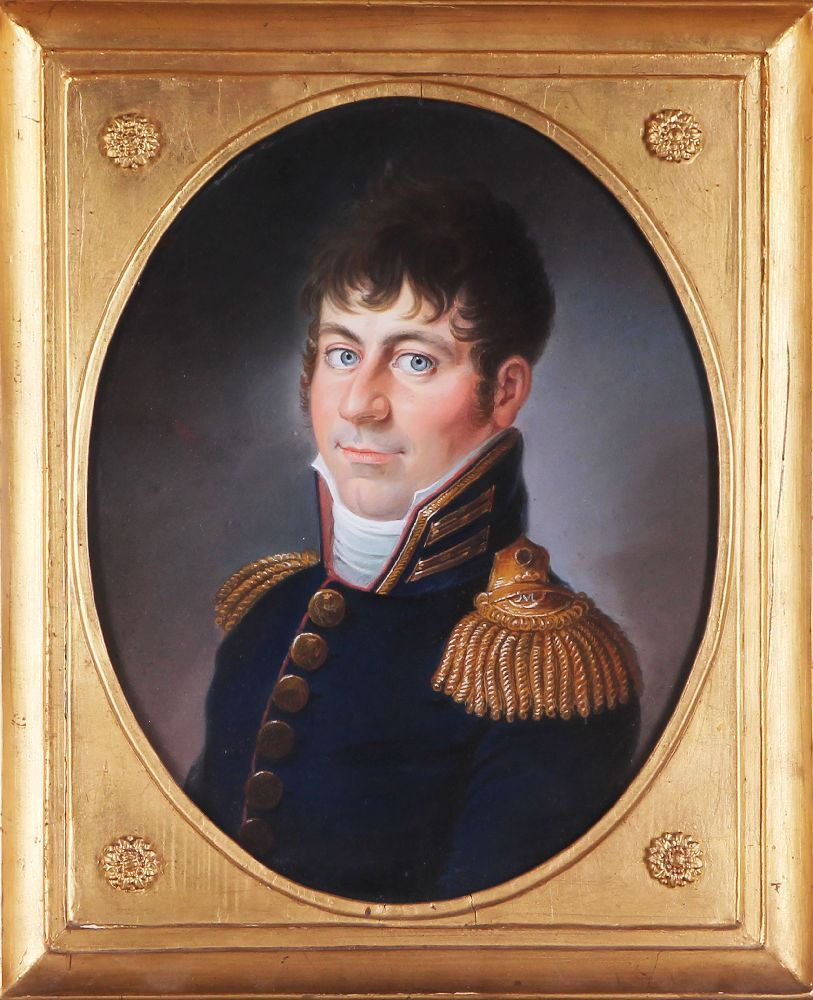
Carl Freiherr von Spiering, Königl. bairischer Kammerherr und Rittergutsbesitzer auf Fronberg-Haselbach

- bis Mitte 15. Jahrhundert die Fronberger
- 1464 bis Anfang des 16. Jahrhunderts die Pollinger
- 1507 Christoph von Plankenfels
- 1514 Hans Mistelbeck
- 1521 bis 1586 die Vestenberger
- 1587 Christoph Heinrich von Zedtwitz
- 1601 bis 1622 Hans Wilhelm von und zu Guttenberg
- 1622 bis 1829 die Freiherren von Spiering
- Es folgt Caroline von Spiering (1815–1859) verheiratete Gräfin von Holnstein (1831) und in zweiter Ehe (1837) Freifrau von Künsberg. Ihre Tochter Marie-Wilhelmine von Künsberg-Fronberg († 1889) heiratet einen Freiherren von Breidbach-Bürresheim
- Seit 1875 im Besitz der Freiherren von Breidbach-Bürresheim

## Baubeschreibung

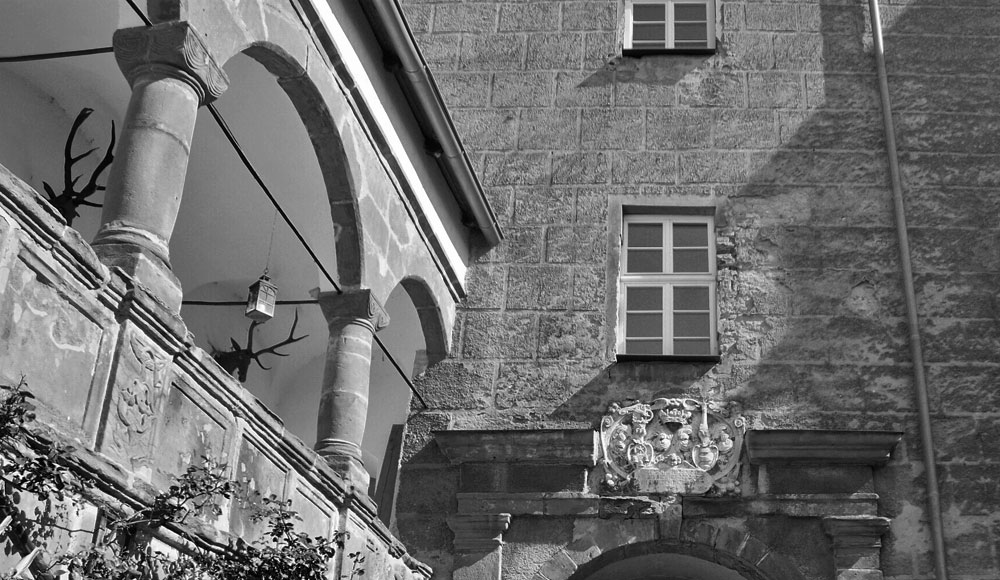
Details im Innenhof

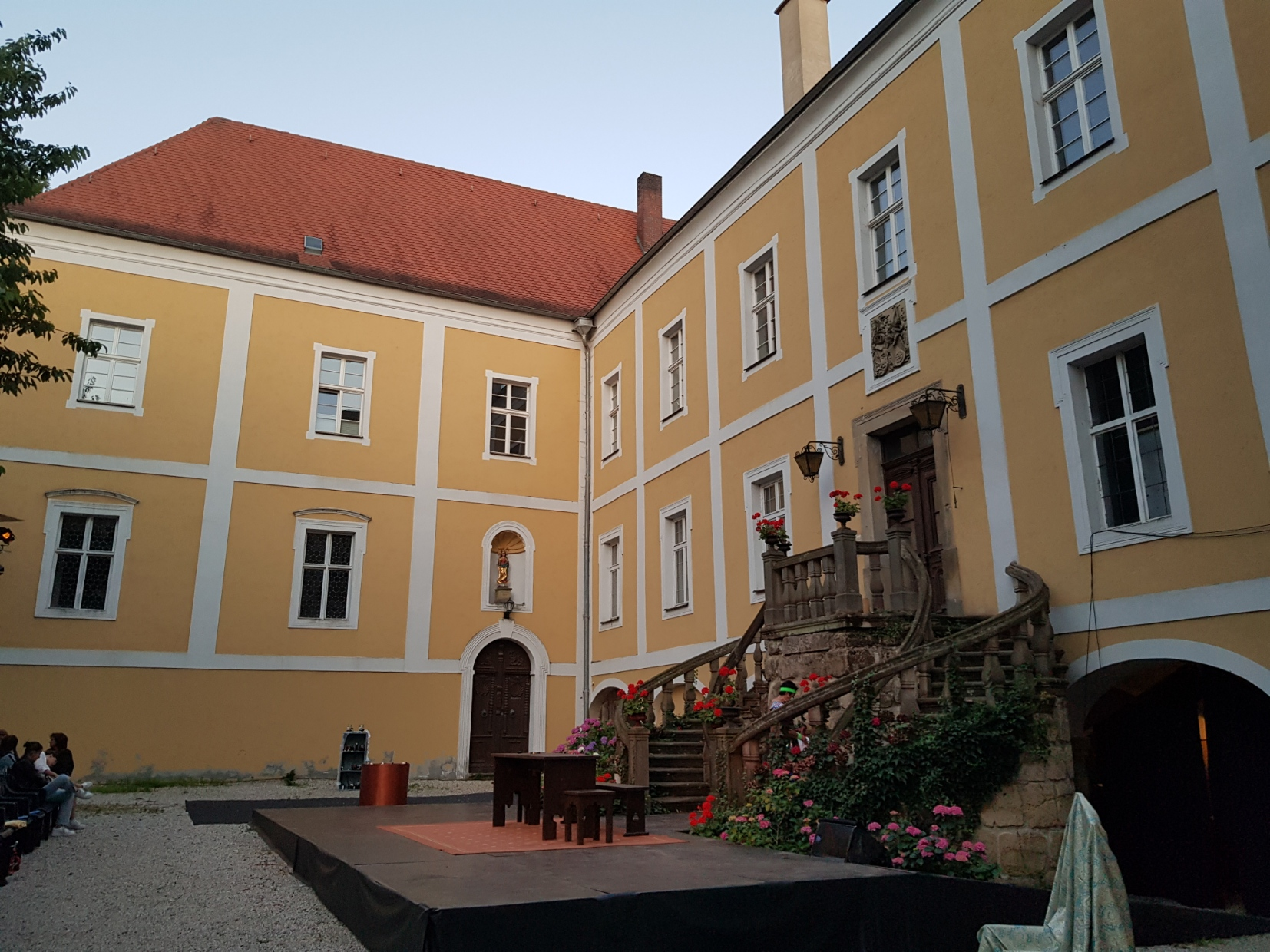
Schloss Fronberg Innenhof mit Freitreppe 2022

Vom ursprünglichen Burggraben ist nur das Teilstück hin zur Ökonomie erhalten. Kulturhistorisch bedeutsam sind die Renaissance-Arkaden im Innenhof des Hauptbaus der Dreiflügelanlage. Baugeschichtlich ist das Schloss Fronberg durch die zahlreichen Aus- und Umbauten nur schwer zu fassen. Es wurde die letzten Jahre renoviert. Im Schlosshof finden heute bunte kulturelle Programme wie z. B. Theater, Freilichtkino und Mittelalterfest statt.
Die Familie von Breidbach-Bürresheim nahm im Jahr 1992 eine große Sanierung vor. So wurde das Dach komplett erneuert. 2005 wurde dann die bisher letzte Renovierung vorgenommen, bei der die Außenfassade und die inneren Räume zum Großteil in Stand gesetzt wurden. Die zum Schloss führende Straße wurde nach Randolph von Breidbach-Bürresheim benannt, der zum Kreis des deutschen Widerstandes vom 20. Juli 1944 gehörte.
Im Jahre 2021 wurde die Sanierung der Orangerie abgeschlossen.